# Lago di Penne
Lago di Penne este o arie protejată (arie specială de conservare — SAC, sit de importanță comunitară — SCI) din Italia întinsă pe o suprafață de 109 ha, integral pe uscat.

## Localizare
Centrul sitului Lago di Penne este situat la coordonatele 42°26′40″N 13°54′08″E / 42.444444°N 13.902222°E.

## Înființare
Situl Lago di Penne a fost declarat sit de importanță comunitară în iulie 2006 pentru a proteja 45 de specii de animale. Situl a fost protejat și ca arie specială de conservare în decembrie 2018.

## Biodiversitate
Situată în ecoregiunea continentală, aria protejată conține 7 habitate naturale: Râuri mediteraneene cu debit intermitent, cu specii de Paspalo-Agrostidion, Râuri cu maluri nămoloase cu vegetație de Chenopodion rubri p.p. și Bidention p.p., Lacuri eutrofice naturale cu vegetație de tip Magnopotamion sau Hydrocharition, Râuri de munte și vegetația lor lemnoasă cu Salix elaeagnos, Formațiuni de Juniperus communis pe lande sau pajiști calcaroase, Galerii de Salix alba și de Populus alba, Râuri mediteraneene cu debit permanent cu specii de Paspalo-Agrostidion și galerii riverane de Salix și de Populus alba.
La baza desemnării sitului se află mai multe specii protejate:
- păsări (38): privighetoare-de-baltă (Acrocephalus melanopogon), pescăruș albastru (Alcedo atthis), acvilă de munte (Aquila chrysaetos), egretă mare (Ardea alba), stârc roșu (Ardea purpurea), stârc galben (Ardeola ralloides), ciuf de câmp (Asio flammeus), buhai de baltă (Botaurus stellaris), pasărea ogorului (Burhinus oedicnemus), caprimulg (Caprimulgus europaeus), chirighiță neagră (Chlidonias niger), barză albă (Ciconia ciconia), erete de stuf (Circus aeruginosus), erete vânăt (Circus cyaneus), erete cenușiu (Circus pygargus), dumbrăveancă (Coracias garrulus), gușă vânătă (Cyanecula svecica), egretă mică (Egretta garzetta), șoim călător (Falco peregrinus), cocor (Grus grus), piciorong (Himantopus himantopus), pescăriță mare (Hydroprogne caspia), stârc pitic (Ixobrychus minutus), sfrâncioc roșiatic (Lanius collurio), sfrânciocul cu frunte neagră (Lanius minor), Leiopicus medius, ciocârlie de pădure (Lullula arborea), gaia neagră (Milvus migrans), gaia roșie (Milvus milvus), stârc de noapte (Nycticorax nycticorax), vultur pescar (Pandion haliaetus), viespar (Pernis apivorus), lopătar (Platalea leucorodia), țigănuș (Plegadis falcinellus), cresteț pestriț (Porzana porzana), ciocântors (Recurvirostra avosetta), chiră de baltă (Sterna hirundo), fluierar de mlaștină (Tringa glareola)
- amfibieni (1): Triturus carnifex
- mamifere (2): liliac cârn (Barbastella barbastellus), lupul (Canis lupus)
- nevertebrate (2): croitorul mare al stejarului (Cerambyx cerdo), Euplagia quadripunctaria
- pești (2): Barbus plebejus, Rutilus rubilio

Pe lângă speciile protejate, pe teritoriul sitului au mai fost identificate 5 specii de plante, 3 specii de nevertebrate.